# Boje o Nizozemskou východní Indii (1941–1942)
Tažení v Nizozemské východní Indii byla rozsáhlá vojenská kampaň za druhé světové války vedená Japonci proti Nizozemské východní Indii. Cílem tažení bylo ovládnout souostroví a tamější bohaté nerostné suroviny, především ropu. Japoncům se nejrozsáhlejší nizozemskou kolonii podařilo dobýt de facto do března 1942 za cenu „pouhých“ 671 padlých. Naproti tomu Spojenci přišli o více než 2380 mrtvých a o 59 733 zajatých.
Po japonském úvodním útoku na Borneo, Celebes a Moluky se Japonci v únoru 1942 vylodili na Sumatře, čímž ohrozili západní Jávu. Následné vylodění na Bali a Timoru odřízlo Jávu od Austrálie a ohrozilo východní Jávu. Vyvrcholením kampaně byla námořní bitva v Jávském moři a japonské vylodění na Jávě.
Z pohledu Japonců to bylo kolosální vítězství, z pohledu Spojenců a obzvláště Nizozemců katastrofa. Nizozemci touto porážkou definitivně ztratili pozici někdejší světové velmoci. Jednalo se o největší kolonii Spojenců dobytou Japonci za druhé světové války.
U japonských jmen je rodné jméno uváděno na prvním místě a rodové jméno na druhém
Při přepisu japonštiny byla použita česká transkripce

## Pozadí
Když bylo v květnu 1940 Nizozemsko obsazeno Německem, zůstaly nizozemské kolonie osamocené, ale věrné nizozemské exilové vládě v Londýně. Až na hrozbu útoku pomocných křižníků zůstala Nizozemská východní Indie mimo dosah nacistického Německa a fašistické Itálie.
V japonském císařství ale po debaklu u Chalchyn golu v létě 1939 získala nad frakcí hokušin ron (北進論 ~ doktrína severní expanze) převahu frakce nanšin ron (南進論 ~ doktrína jižní expanze). Ta obhajovala útok na jih, za účelem obsazení nerostných zdrojů britského Malajska, britského Bornea a ostrovů Nizozemské východní Indie.